# Epinnula
Epinnula is een monotypisch geslacht van straalvinnige vissen uit de familie van slangmakrelen (Gempylidae).

## Soort
- Epinnula magistralis Poey, 1854